# Tmesisternus subchlorus
Tmesisternus subchlorus là một loài bọ cánh cứng trong họ Cerambycidae.